# アリス・ベーコン

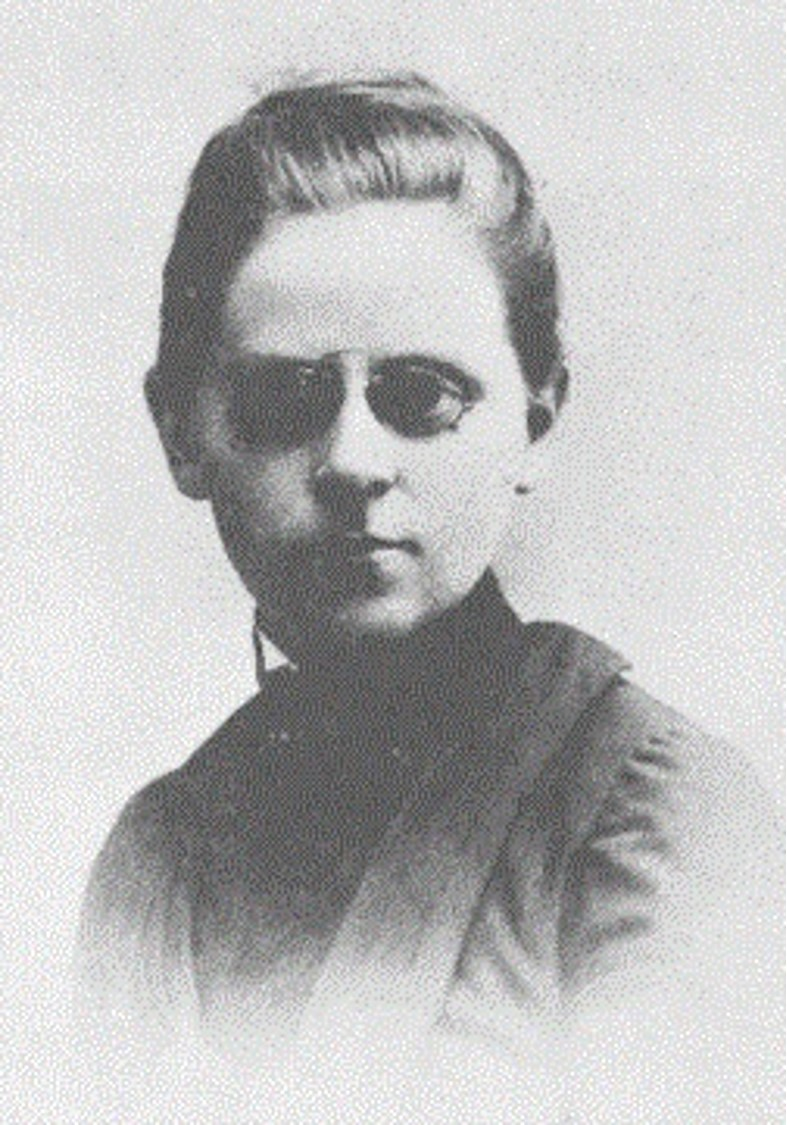
アリス・ベーコン

アリス・メイベル・ベーコン（Alice Mabel Bacon、1858年2月26日 - 1918年5月1日）は、アメリカの女性教育者、著述家。
明治期の日本に招聘された教育者。その著 Japanese Girls and Women（邦題：明治日本の女たち）は当時の日本の女性事情を偏見無く描き、 ルース・ベネディクトも『菊と刀』の執筆にあたり参考とした。また、その巻頭で献辞を捧げた大山捨松とは終生の友として死の直前まで文通を交わした。

## 生涯

### 生い立ち
父はコネチカット州ニューヘイブンの牧師であったレナード・ベーコン、母はキャサリン。キャサリンは後妻で、アリスは14人兄弟の末娘。
父・レナード（1802–1881）は会衆派教会の牧師のほか、法学博士としてイェール大学神学校教授も務め、また、インディペンデント誌等の創刊・編集者の一人として、奴隷制反対の論陣を張る地元の名士であった。子沢山であったため生活は非常に苦しく、1872年、日本初の女子留学生の下宿先を探していた駐米少弁務使森有礼の申し出に応じて山川捨松の後見人となったのは、日本政府から支払われる謝礼が目当てであったともされる。しかし、ベーコン夫妻は捨松を娘同様に扱い、年齢の近かったアリスと捨松は姉妹のように過ごした。
アリスは地元の高校ヒルハウス・ハイスクールを卒業したものの、経済的な事情で大学進学を断念。しかし1881年に、ハーバード大学の学士検定試験（Harvard examinations for women）に合格して学士号を取得し、1883年にはヴァージニア州ハンプトン師範・農業学院（Hampton Normal and Agricultural Institute：1868年創立の解放黒人奴隷の職業訓練機関でアメリカ先住民の教育プログラムも実践）の正教師となった。

### 2度の来日

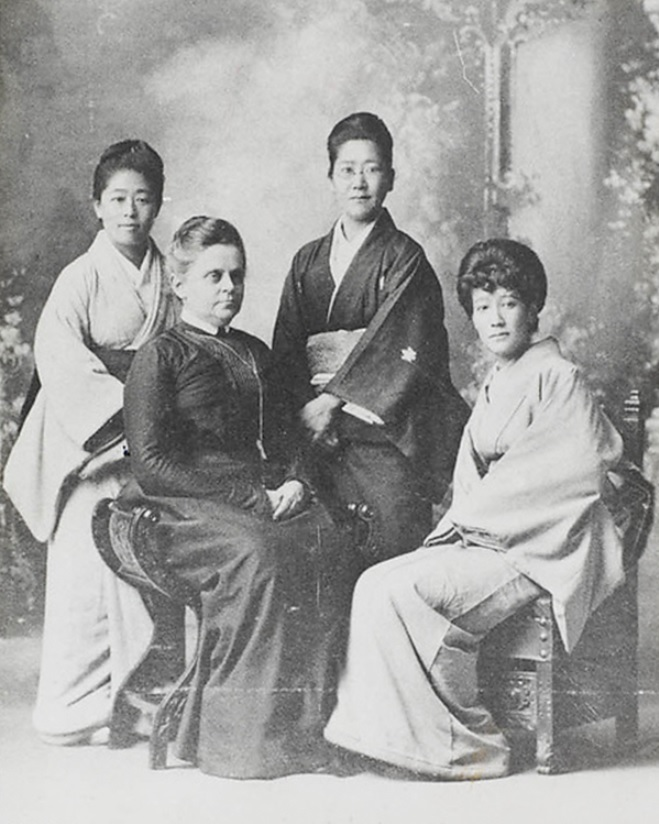
津田梅子、アリス、瓜生繁子、大山捨松

1888年に大山捨松や津田梅子の招聘により来日、華族女学校（後の学習院女学校）の嘱託英語教師を務めた。翌年、津田の縁者である渡辺ミツ（当時4歳）を伴い帰米、ハンプトン師範・農業学院に復職した。1893年に、来日中の書簡をまとめ A Japanese Interior（邦題：華族女学校教師が見た明治日本の内側）として出版し、反響を呼ぶ。
1900年、再び大山・津田の招聘によりミツを伴い来日し、女子高等師範学校（現・お茶の水女子大学）と津田が同年に創設した女子英学塾（現・津田塾大学）の英語教師を務めた。女子英学塾では無報酬で教師を務め、塾に住み込んで「家賃」を支払い、資金難の塾経営を支えた。1902年に任期を満了し、アメリカに帰国。
その後も終生独身のまま教育に身を捧げ、女子英学塾教師として日本に留まった渡辺ミツ（のち結婚し歸山光子）とともに、アメリカ留学中にアリスの家に寄宿した一柳満喜子を養女（遺産相続人）とした。なお、一柳も女子英学塾の教師になることを期待されたが、帰国後ウィリアム・ヴォーリズと結婚した。
なお、津田塾大学は、2008年の財団法人津田塾会解散時に寄贈された土地建物をもとに運営してきた千駄ヶ谷キャンパスに、2017年4月より総合政策学部を開設。新築された地上5階・地下1階のキャンパス棟は「アリス・メイベル・ベーコン記念館（Alice Mabel Bacon Hall）」と命名された。

## 著作・編集
- Japanese Girls and Women (Boston: Houghton, Mifflin and Company, 1891)　※津田梅子が校閲等協力
  - 『明治日本の女たち』矢口祐人・砂田恵理加訳、みすず書房〈大人の本棚〉、2003年。ISBN 4622080419
- A Japanese Interior (Boston: Houghton, Mifflin and Company, 1893)
  - 『華族女学校教師が見た明治日本の内側』久野明子訳、中央公論社、1994年。ISBN 4120023591
- The Negro and the Atlantic Exposition (Baltimore: The Trustees, 1896)
- 渡辺ミツ『御伽話 Popular Fairy Tales: Adapted for Japanese Students』アリス・ベーコン改訂、英学新報社、1903年（文部省検定済）[4]
- In the Land of the Gods; Some Stories of Japan (Boston: Houghton, Mifflin and Company, 1905)
- Sakurai, Tadayoshi (櫻井忠温). Human Bullets 肉弾: A Soldier's Story of Port Arthur  (Houghton Mifflin Company, 1907：本田増次郎英訳、アリス・ベーコン編集）

## 関連文献
- 砂田恵理加「Alice BaconのIn the Land of the Godsにみる日本像：『おとぎ話』が語る日露戦争」『アメリカ研究』2001巻35号、アメリカ学会、2001年
- 砂田恵理加「Feninist Impulse in Antimodernism: Reading A Japanese Interior in American Context」『国際経営・文化研究』10巻1号、淑徳大学国際コミュニケーション学会、2005年
- 砂田恵理加「Alice M. Bacon と怪談牡丹燈籠：“The Peony Lantern”に見る世紀転換期のアメリカ知識人」『國士舘大學政經論叢』18巻3-4号、 国士舘大学政経学会、2006年
- 砂田恵理加「「内側」からの風景：Alice M. Baconと『明治日本の内側』」『Asia Japan Journal』4巻、国士舘大学アジア・日本研究センター、2009年
- 砂田恵理加「Alice M. Baconの日本論と世紀転換期のアメリカ：ベーコンの人生を基軸に」『国士舘大学 教養論集』66号、国士舘大学教養学会、2009年
- 砂田恵理加「白人女性とオリエンタリズム：Alice M. Bacon の『明治日本の女たち』」『国士舘大学 教養論集』35巻1号、国士舘大学教養学会、2010年
- 砂田恵理加「女性の役割と生体解剖：アリス・ベーコンの『医者の意見の合わぬ時』」『アメリカ・カナダ研究』28号、上智大学アメリカ・カナダ研究所、2010年
- 梅本順子「アリス・ベーコンのIn the Land of the Godsに見る日本女性観」『日本大学国際関係学部生活科学研究所報告』37号、日本大学国際関係学部、2014年
- 丸尾美保「明治・大正期における昔話『3びきのくま』の受容研究」『梅花児童文学』31号、梅花女子大学・大学院児童文学会、2024年